# ميناء الضبة النفطي
ميناء الضبة النفطي ميناء نفط يمني رئيسي. يقع غرب مدينة الشحر شرقي حضرموت اليمنية على بحر العرب. يستخدم الميناء بشكل أساسي لتصدير النفط والغاز من محافظة حضرموت.

## هجوم أكتوبر 2022
في 21 أكتوبر 2022 أستهدف الميناء بطائرات مسيرة لأول مرة من قبل جماعة الحوثيين في اليمن. وقالت الحكومة اليمنية إنها اعترضت طائرات مسيرة مسلحة تابعة للحوثيين أطلقت على ميناء الضبة النفطي عندما كانت ناقلة نفط يونانية «نيسوس» تستعد للرسو لتحميل مليوني برميل من النفط الخام من الميناء. لم تلحق أي أضرار بالميناء والناقلة لكن الشركة اليونانية قالت إن الهجوم استهدف الناقلة نيسوس.